# Gabriel Rondón
Gabriel Rondón Ramírez (Lima, 7 de noviembre de 1997) es un actor peruano radicado en Estados Unidos, reconocido principalmente por el personaje de Simón Contreras en la teleserie peruana De vuelta al barrio. Es el hijo del presentador de televisión Ricardo Rondón.[cita requerida]

## Biografía
Gabriel Rondón Ramírez nació el 7 de noviembre de 1997 en la capital peruana Lima. Es el único hijo del presentador de televisión Ricardo Rondón.[cita requerida]
Comenzó su carrera artística a los 15 años participando en diferentes cortometrajes, para luego hacer su debut actoral de manera oficial con la serie-documental Grau, caballero de los mares en el año 2013.
Tiempo después, Rondón protagoniza la adaptación de la telenovela Pulseras rojas en 2015, donde interpretó a Ignacio «El guapo» y compartió el rol junto a Stefano Salvini, Emilio Noguerol, Brando Gallesi y Valquiria Huerta. No fue hasta el año 2018, cuando Rondón ingresa al elenco de la serie de televisión peruana De vuelta al barrio con el personaje de Simón Contreras, inicialmente como antagonista principal y posteriormente, en las últimas temporadas asume el rol principal de la trama. Fruto de su fama en la ficción, Rondón participó en el programa Caso cerrado en 2018, asumió la conducción del programa televisivo En qué andas al lado de su padre Ricardo Rondón en 2017 y protagonizó con su entonces compañera de reparto, la actriz Merly Morello, el cortometraje peruano Olvido el año 2022. Tuvo una breve participación en la cinta Un amor hasta las patas en 2019.[cita requerida]
También, Rondón asume de nuevo el protagónico, incluyendo al elenco de la obra virtual Dos actores se confiesan en 2020, la cual compartió junto a Alonso García. Tras terminar sus proyectos teatrales en su país, Rondón se mudó a Estados Unidos a partir de 2022, donde radica en la actualidad. [cita requerida]

## Filmografía

### Televisión
| Año       | Título                       | Rol                                         | Notas                  | Emisión            | Ref.             |
| --------- | ---------------------------- | ------------------------------------------- | ---------------------- | ------------------ | ---------------- |
| 2013      | Grau, caballero de los mares |                                             | Rol principal          | América Televisión | [ 1 ]            |
| 2015      | Pulseras rojas               | Ignacio / «Nacho» / «El guapo»              | Rol protagónico        | América Televisión | [ 3 ]            |
| 2016      | Amores que matan             |                                             | Rol principal          | América Televisión | [cita requerida] |
| 2017-2020 | En qué andas                 | Él mismo                                    | Presentador            | Viva TV            | [ 9 ]            |
| 2018      | Caso cerrado                 |                                             | Participación especial | Telemundo          | [ 8 ]            |
| 2018      | De vuelta al barrio          | Simón Abad Contreras Mondragón / «Monicaco» | Rol recurrente         | América Televisión | [ 4 ]            |
| 2019-2021 | De vuelta al barrio          | Simón Abad Contreras Mondragón / «Monicaco» | Rol principal          | América Televisión | [ 16 ]           |

### Cine
| Año  | Título                  | Rol    | Notas           | Ref.   |
| ---- | ----------------------- | ------ | --------------- | ------ |
| 2019 | Un amor hasta las patas | Edwin  | Rol principal   | [ 17 ] |
| 2022 | Olvido (Cortometraje)   | Hombre | Rol protagónico | [ 10 ] |

### YouTube
| Año       | Título             | Rol      | Notas                              | Ref.             |
| --------- | ------------------ | -------- | ---------------------------------- | ---------------- |
| 2020-2021 | Atrapados Sessions | Él mismo | Presentador (con Mariagracia Mora) | [cita requerida] |

## Teatro
- Dos actores se confiesan (2020)[13]
- Despertar de primavera (2022)